# Затискач
Затиска́ч, також за́тиск — пристрій для затискання чогось. Залежно від призначення, виділяють множину різновидів затискачів.

## Історія
Вживані в українському побуті затискачі називалися «лисицями» і «лещатами». Лисиці складалися з двох дощок, з'єднаних поперечними планками, які проходили наскрізь їх; використовувалися в різних галузях діяльності (для стискання склеєних дощок, для вичавлювання воску, для запобігання розщепленню стовбура плодового дерева в місці його розгалуження, для укріплення стіни хати, для підтримання жердки в гребінництві тощо). Лещата використовувались при плетенні коробів (кінці зігнутої в круг драні з'єднувалися таким чином, що заходили один на одного; потім поміщалися між двома брусками, кінці яких зв'язувалися, і бруски фіксували кінці драні, запобігаючи їхньому розходженню), при лагодженні похилених тинів (по обидва боки тину вбивалися два стовпи і стягалися планками, які проходили наскрізь їх; це називалося «взяти тин у лещата»).

## Різновиди
- Альпіністський затискач — пристрій, уживаний в альпінізмі для піднімання або спускання по мотузці.
- Затискач для грошей — аксесуар для зберігання і носіння паперових грошей, який заміняє гаманець.
- Затискач-крокодил — затискач у вигляді металевої прищіпки, уживаний в електротехніці для тимчасового підмикання.
- Затискач-жабка — затискач для натягування електропроводів.
- Затискач-ланцет — рибальський інструмент, дещо схожий з хірургічним затискачем, слугує для видобування гачків-трійчаків з пійманої риби.
- Затискач-лірка — затискач у вигляді двох ріжків (у вигляді корпусу ліри) з пружного матеріалу (переважно сталі).
- Затискач для паперу
- Затискач кобилиці — ножний затискач примітивного деревообробного верстата
- Затискач Мора — затискач зі сталевої пластинчатої пружини, призначений для контролю потоку рідини чи газу в гнучких трубках.
- Клема — затискач для кріплення електричних проводів.
- Лещата — затискачі для закріплення заготовок на столярних та слюсарних верстаках.
- Прищіпка для білизни — вид затискача для кріплення одягу до білизняної мотузки.
- Скріпка — затискач тимчасового скріплення для аркушів паперу.
- Струбцина — затискач, уживаний у столярстві.
- Хірургічний затискач — один з хірургічних інструментів.
- Цанга — затискач у вигляді пружної розрізаної втулки.

## Мотузкові затискачі

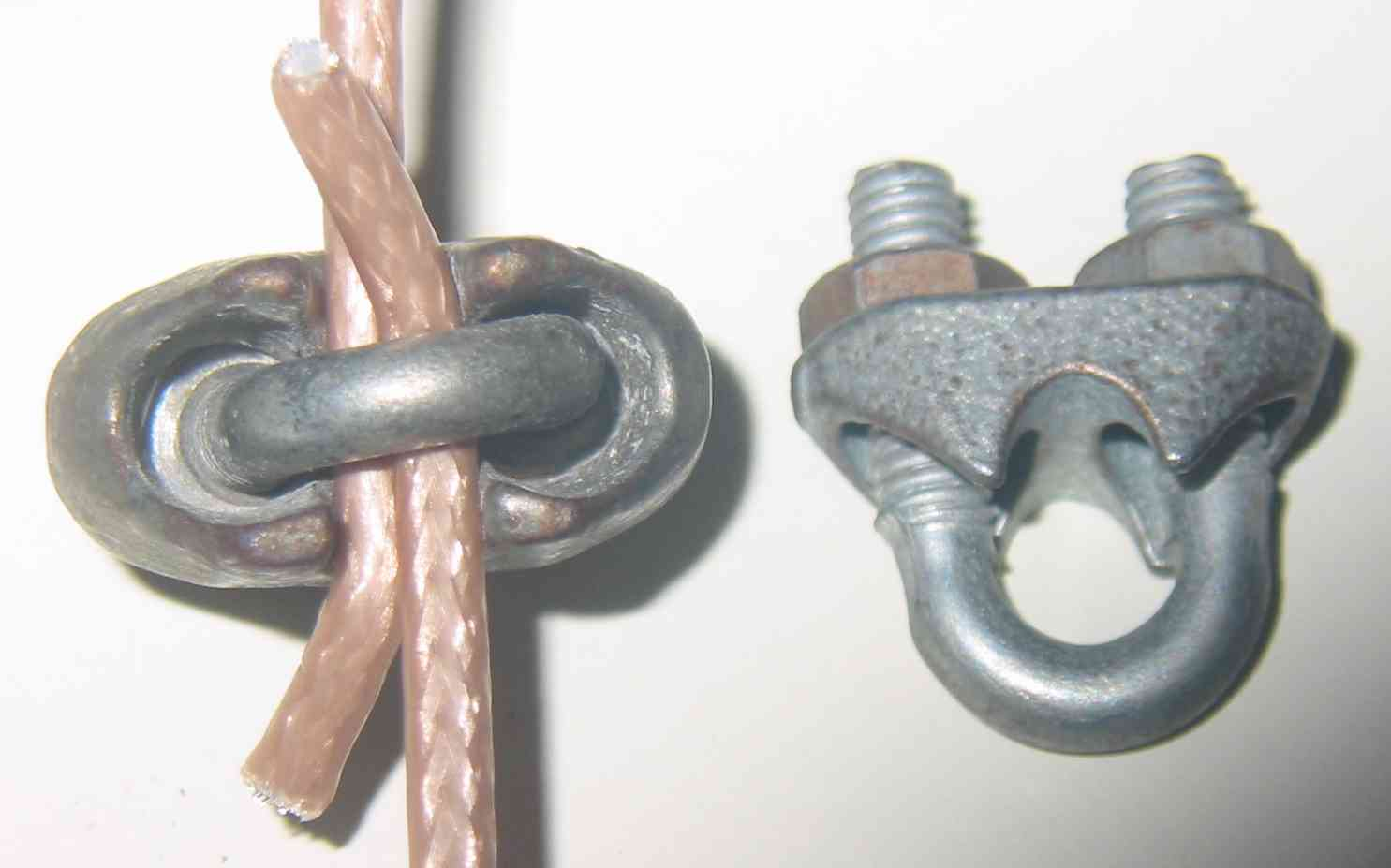
Мотузкові затискачі.

Мотузкові затискачі — це гвинтові з'єднання для мотузок. Вони складаються з U-подібної скоби з різьбою на кожному кінці та хомута, що з'єднує два кінці кронштейна. Зазвичай у кронштейн вставляються два шматки мотузки або прутів, які мають бути з'єднані один з одним несучими способами. Дві гайки, повернуті на кінцях кронштейна, штовхають затискне сідло (також затискні губки або хомут) до сталевих тросів і затискають (застопорюють) їх у кронштейні.

## Кабельні затискачі
Кабельні затискачі в основному використовуються для затиску сталевих кабелів і, на відміну від обтискних гільз або наконечників, їх можна відкривати для переналаштування, а також використовувати повторно.